# Dorabella-Chiffre

Die drei Zeilen der sogenannten Dorabella-Chiffre

Als Dorabella-Chiffre (engl. Dorabella Cipher) bezeichnet man einen dreizeiligen vermeintlichen Chiffretext, den Dora Mary Powell, geb. Penny (1874–1964) ihren erstmals 1937 erschienenen Erinnerungen an Edward Elgar anhängte, Edward Elgar: Memories of a Variation. Der vermeintliche Chiffretext war angeblich einem Brief von Elgars Frau an Dorabella Pennys Stiefmutter von 1897 beigefügt; auf seiner Rückseite stand „Miss Penny“.
Die drei Zeilen bestehen aus längen- und richtungsbedingten Variationen des Buchstabens E. Bis heute konnte der Text nicht entziffert werden. Elgars vermeintliche Urheberschaft wird durch die Unterschrift und Mrs. Powells Bezeichnung angedeutet: „the third letter I had from him, if indeed it is one“ (deutsch „der dritte Brief, den ich von ihm hatte, falls es überhaupt einer ist“). Der Verbleib des Originals ist nicht bekannt.
Vier Kartons mit nachgelassenen Papieren Mrs. Powells (GB 1249 MS 5571) wurden 1986 der Bibliothek des Royal College of Music, London, übergeben.

## Dechiffrierversuche
Der Australier Tim S. Roberts schlug im September 2009 den folgenden Klartext vor:

„P.S. Now droop beige weeds set in it – pure idiocy – one entire bed! Luigi Ccibunud luv’ngly tuned liuto studo two.“